# Rääntiö
Rääntiö est une île du golfe de Finlande située dans la municipalité de Virolahti. L'île se trouve à proximité de l'île de Paatio qui passa sous souveraineté soviétique après l'armistice de Moscou en 1944.
La frontière entre la Finlande et la Russie passe près de l'île, sur Koiluoto.